# Lista över offentlig konst på Östermalm i Stockholm
Lista över offentlig konst på Östermalm i Stockholm är en ofullständig förteckning över utomhusplacerade skulpturer och annan offentlig konst i det tidigare stadsdelsområdet Östermalm i Stockholms kommun, omfattande stadsdelarna Djurgården, Norra Djurgården, Gärdet, Hjorthagen och Östermalm.

## Djurgården (Södra Djurgården)
Huvudartikel: Lista över offentlig konst på Djurgården i Stockholm

## Norra Djurgården
Huvudartikel: Lista över offentlig konst på Djurgården i Stockholm

## Gärdet
| Titel                    | Konstnär(er)             | Årtal | Beskrivning | Typ - material                  | Plats Koordinater                                                                                              | Bild                                                             |
| ------------------------ | ------------------------ | ----- | ----------- | ------------------------------- | --- | ---------------------------------------------------------------- |
| Puzzled                  | Ann-Sofi Sidén           | 2008  |             | Skuptural installation - betong | Campus Gärdet, Valhallavägen koordinater saknas                                                                | Puzzled                                                          |
| Moln                     | Marco Cueva              | 2007  |             | Skulptur                        | Länsrätten i Stockholms län; skulptural gestaltning i entréplan, Tegeluddsvägen 1 (inomhus) koordinater saknas | Det är troligen inte ok att ladda upp en bild av detta konstverk |
| Staden                   | Aleksandra Stratimirovic | 2007  |             | Programmerat ljusspel           | Länsrätten i Stockholms län; ljusinstallation i entré, Tegeluddsvägen 1 (inomhus) koordinater saknas           | Det är troligen inte ok att ladda upp en bild av detta konstverk |
| Finlandsmonumentet       | Gudrun Eduards           | 1986  |             | Stål, granit                    | Finlandsparken, Tegeluddsvägen koordinater saknas                                                              | Finlandsmonumentet                                               |
| Josef Frank, modell 2025 | Josef Frank              | 2010  |             | Brons                           | Josef Franks plats, Furustundsgatan/Rindögatan 59.34609, 18.10075                                              | Josef Frank, modell 2025                                         |
| Husmorssemester          | Olof Thorwald Ohlsson    | 1973  |             | Granit                          | Tessinparken vid Valhallavägen koordinater saknas                                                              | Husmorssemester                                                  |
| Ägget                    | Egon Möller-Nielsen      | 1951  |             | Betong                          | Tessinparken koordinater saknas                                                                                | Ägget                                                            |
| Mås                      | Karl-Gunnar Lindahl      | 1965  |             | brons                           | utanför Krigsarkivet 59.34133, 18.09808                                                                        | Mås                                                              |
| Astronomen               | Carl Milles              | 1963  |             | brons                           | Tegeluddsvägen 1 koordinater saknas                                                                            |                                                                  |

## Hjorthagen
| Titel                                                    | Konstnär(er)          | Årtal | Beskrivning           | Typ - material              | Plats Koordinater                                                 | Bild                                                     |
| -------------------------------------------------------- | --------------------- | ----- | --------------------- | --------------------------- | ----------------------------------------------------------------- | -------------------------------------------------------- |
| Epigram                                                  | Elisabeth Sivard      | 2001  |                       | Granit, järn, kalkspat      | Jägmästargatan/Skogvaktargatan koordinater saknas                 |                                                          |
| dekoration av tvärvägg och av väggarna i rullbandstunnel | Roland Kempe          | 1971  |                       | målning                     | tunnelbanestation Ropsten 59.35733, 18.10223                      | dekoration av tvärvägg och av väggarna i rullbandstunnel |
| grindar                                                  | Matts Jungstedt       | 1971  |                       | konstsmide                  | Hjorthagenuppgången, tunnelbanestation Ropsten koordinater saknas |                                                          |
| Mannen och hans hustru                                   | Olof Thorwald Ohlsson | 1950  |                       | granit                      | Dianavägen 15 koordinater saknas                                  |                                                          |
| Rita                                                     | Annie Wiberg          | 1967  |                       | brons                       | Dianavägen 1-9 koordinater saknas                                 |                                                          |
| Vardagslivets gång                                       | Gunilla Klingberg     | 2013  | Gångväg med piktogram | Svart granit på ljus betong | gångvägen vid tunnelbanestation Ropsten 59.357, 18.08868          |                                                          |

## Östermalm
| Titel                                                  | Konstnär(er)                              | Årtal   | Beskrivning                                                | Typ - material                 | Plats Koordinater                                                                                             | Bild                                                             |
| ------------------------------------------------------ | ----------------------------------------- | ------- | ---------------------------------------------------------- | ------------------------------ | --- | ---------------------------------------------------------------- |
| Think Thing                                            | Tony Cragg                                | 2001    |                                                            | Skulptur - brons               | utanför entrén till Albanova 59.35295, 18.05784                                                               | Think Thing                                                      |
| Fall                                                   | Klara Kristalova                          | 2001    |                                                            | Skulptur - brons               | utanför Albanova 59.35362, 18.05688                                                                           | Fall                                                             |
| Okänd titel                                            | Peter Mol                                 | 2006    | Dörrluckor i galvaniserad, perforerad och bemålad järnplåt | Skulptur                       | Riksantikvarieämbetet, Östra stallet. koordinater saknas                                                      |                                                                  |
| Emblem "Trygg"                                         | Carl Eldh                                 |         | Emblem på husfasad                                         | Granit                         | Trygghuset vid Engelbrektsplan , Engelbrektsgatan 1 koordinater saknas                                        | Emblem "Trygg"                                                   |
| Eldhs fontän                                           | Carl Eldh                                 | 1921    |                                                            | Fontänskulptur - Granit/brons  | Birger Jarlsgatan/Grev Turegatan 59.33489, 18.07414                                                           | Eldhs fontän                                                     |
| Fordon                                                 | Karl Göte Bejemark                        | 1973    |                                                            | Cortén                         | Eriksbergsplan 59.34109, 18.06571                                                                             | Fordon                                                           |
| Principio - Begynnelse                                 | Federico Silva                            | 2000    |                                                            | Gjutjärn                       | Grevgatan/Strandvägen 59.33181, 18.08306                                                                      | Principio - Begynnelse                                           |
| Svea Livgardesstenen                                   | Carl Möller                               | 1890    |                                                            | Granit                         | Gustav Adolfsparken 59.33737, 18.09734                                                                        | Svea Livgardesstenen                                             |
| Finn                                                   | Pye Engström                              | 1963    |                                                            | Marmor                         | Gustav Adolfsparken, mot Gyllenstiernsgatan 59.33713, 18.09995                                                | Finn                                                             |
| Sittande boxer                                         | Torsten Fridh                             | 1997    |                                                            | Brons                          | Gustav Adolfsparken 59.33729, 18.09821                                                                        | Sittande boxer                                                   |
| Spel med former                                        | Christine Lohe                            | 1977    |                                                            | Brons                          | Humlegården koordinater saknas                                                                                |                                                                  |
| Anders Fryxell                                         | Walter Runeberg                           | 1910    | byst över Anders Fryxell                                   | byst - Brons                   | Sydväst om Kungliga Bibliotekets sydvästra hörn koordinater saknas                                            | Anders Fryxell                                                   |
| Carl von Linné                                         | Fritiof Kjellberg                         | 1885    |                                                            | Brons                          | Humlegården 59.33909, 18.07282                                                                                | Carl von Linné                                                   |
| C W Scheele                                            | John Börjeson                             | 1892    | staty över Carl Wilhelm Scheele                            | staty - Brons                  | Floras kulle i Humlegården 59.34025, 18.0752                                                                  | C W Scheele                                                      |
| Farfadern                                              | Per Hasselberg                            | 1896    |                                                            | Brons                          | vid Kungliga Bibliotekets västra gavel koordinater saknas                                                     | Farfadern                                                        |
| Fredrika Bremer                                        | Sigrid Fridman                            | 1927    | staty över Fredrika Bremer                                 | staty - Brons                  | Humlegården 59.3408, 18.07271                                                                                 | Fredrika Bremer                                                  |
| Peter Wieselgren                                       | Gustaf Malmquist                          | 1910    | byst över Peter Wieselgren                                 | byst - Brons                   | Sydos om Kungliga Bibliotekets sydöstra hörn, Humlegården koordinater saknas                                  | Peter Wieselgren                                                 |
| Tuffsen                                                | Egon Möller-Nielsen                       | 1949    |                                                            | Betong                         | lekplatsen Humlan i Humlegården vid Karlavägen 59.34115, 18.07166                                             | Tuffsen                                                          |
| Cordillera de los Andes                                | Francisco Gazitúa                         | 2000    |                                                            | Granit                         | Humlegården 59.34016, 18.07166                                                                                | Cordillera de los Andes                                          |
| Isobartema                                             | Martin Holmgren                           | 1970    |                                                            | Brons                          | Humlegården mot Engelbrektsplan 59.33786, 18.07065                                                            | Isobartema                                                       |
| Hjalmar Söderberg                                      | Peter Linde                               | 2010    | staty över Hjalmar Söderberg                               | staty - Brons                  | vid Kungliga Biblioteket 59.33915, 18.07261                                                                   | Hjalmar Söderberg                                                |
| Ellen Key                                              | Sigrid Fridman                            | 1953    | staty över Ellen Key                                       | Fontänskulptur - Brons         | Ellen Keys park, Karlavägen 59.34367, 18.06367                                                                | Ellen Key                                                        |
| Flygarmonumentet                                       | Carl Milles                               | 1931    |                                                            | granit, marmot, brons          | Karlaplan vid Fältöversten 59.33806, 18.09028                                                                 | Flygarmonumentet                                                 |
| En inre delning                                        | Gert Marcus                               | 1967    |                                                            | Marmor                         | Karlaplan/Karlavägen 59.3374, 18.09133                                                                        |                                                                  |
| Urna                                                   | Hedy Jolly-Dahlström                      | 1981    |                                                            | Brons                          | Karlavägen/Banérgatan 59.33675, 18.09473                                                                      | Urna                                                             |
| Jeanette                                               | Curt Thorsjö                              | 1967    |                                                            | Brons                          | Karlavägen/Tysta gatan 59.33704, 18.09325                                                                     | Jeanette                                                         |
| Mötande havet Även känd som: Venus från Austre         | Håkan Bonds                               | 1980    |                                                            | Brons                          | Karlavägen/Grevgatan 59.33825, 18.08745                                                                       | Mötande havet                                                    |
| Kvinna med handspegel                                  | Ebba Ahlmark-Hughes                       | 1967    |                                                            | Brons                          | Karlavägen/Sibyllegatan 59.33917, 18.08267                                                                    |                                                                  |
| Man-häst-vagn                                          | Asmund Arle                               | 1967    |                                                            | Brons                          | Karlavägen/Nybrogatan 59.33967, 18.08052                                                                      | Man-häst-vagn                                                    |
| August Blanche                                         | Aron Sandberg                             | 1918    | monument över August Blanche                               | Sandsten                       | Karlavägen vid Östra real 59.33864, 18.08553                                                                  |                                                                  |
| Ung man med handduk                                    | Leo Holmgren                              | 1940    |                                                            | Brons                          | Karlavägen/Grev Turegatan 59.33989, 18.07936                                                                  | Ung man med handduk                                              |
| Scatola                                                | Arnaldo Pomodoro                          | 1967    |                                                            | Brons                          | Karlavägen/Sturegatan 59.34046, 18.07651                                                                      | Scatola                                                          |
| Levande malm                                           | Willy Gordon                              | 1972    |                                                            | Brons                          | Karlavägen/Sturegatan 59.34055, 18.07592                                                                      | Levande malm                                                     |
| Mimi                                                   | Gunnar Nilsson                            | 1967    |                                                            | Brons                          | Karlavägen/Floragatan 59.34099, 18.07403                                                                      | Mimi                                                             |
| La Campagne                                            | Paul Cornet                               | 1971    |                                                            | Brons                          | Karlavägen/Villagatan 59.34143, 18.07185                                                                      |                                                                  |
| Staden                                                 | Lars-Erik Husberg                         | 1967    |                                                            | Brons                          | Karlavägen/Engelbrektsgatan 59.34153, 18.07114                                                                | Staden                                                           |
| Gustaf V                                               | Anders Jönsson                            | 1935    |                                                            | byst - Brons                   | entrévalvets öppning mot Stadionarenan koordinater saknas                                                     |                                                                  |
| Gustaf VI Adolf                                        | Peter Linde                               | 1973    | byst över Gustav VI Adolf                                  | byst - Brons                   | entrévalvet mot Stadionarenan koordinater saknas                                                              |                                                                  |
| Spjutkastaren                                          | Carl Fagerberg                            | 1998    |                                                            | Brons                          | Stadion 59.34444, 18.07789                                                                                    |                                                                  |
| Kulstötaren                                            | Carl Fagerberg                            | 1937    |                                                            | Brons                          | Stadion koordinater saknas                                                                                    |                                                                  |
| Lek                                                    | Bruno Liljefors                           | 1930    |                                                            | Brons                          | Stadion koordinater saknas                                                                                    | Lek                                                              |
| Löpare vid målet                                       | Carl Eldh                                 | 1937    |                                                            | Brons                          | Stadion koordinater saknas                                                                                    | Löpare vid målet                                                 |
| P H Ling                                               | Otto Strandman                            | 1939    | byst över Pehr Henrik Ling                                 | byst - Brons                   | Stadion koordinater saknas                                                                                    | P H Ling                                                         |
| Edvin Wide                                             | Ingrid Geijer-Rönningberg                 | 1984    | byst över Edvin Wide                                       | byst - Brons                   | vid stadion 59.34426, 18.07904                                                                                |                                                                  |
| V G Balck                                              | Carl Eldh                                 | 1913    | byst över Viktor Balck                                     | byst - Brons                   | Stockholms stadion koordinater saknas                                                                         |                                                                  |
| Stafettlöpare                                          | Carl Fagerberg                            | 1939    |                                                            | Brons                          | stadion koordinater saknas                                                                                    | Stafettlöpare                                                    |
| Franz Berwald                                          | Carl Eldh                                 | 1979    | byst över Franz Berwald                                    | byst - Brons                   | entrén till Berwaldhallen, Strandvägen 69 koordinater saknas                                                  |                                                                  |
| Industribrunnen                                        | Carl Milles                               | 1926    |                                                            | Fontänskulptur - marmot, brons | Valhallavägen 79, Tekniska Högskolan 59.34636, 18.07292                                                       | Industribrunnen                                                  |
| Möte                                                   | Willy Gordon                              | 1989    |                                                            | Brons                          | Östermalmstorg 59.33599, 18.07893                                                                             | Möte                                                             |
| tio skulpturer                                         | Gunilla Bandolin                          |         |                                                            | gjutjärm                       | Starrbäcksängens park koordinater saknas                                                                      | tio skulpturer                                                   |
| Sven Jerring intervjuar Gunder Hägg                    | Karl Göte Bejemark                        |         | Sven Jerring intervjuar Gunder Hägg                        | trä                            | ingången till Sveriges Radio koordinater saknas                                                               | Sven Jerring intervjuar Gunder Hägg                              |
| Margaretha Krook                                       | Hanna Beling Marie-Louise Ekman med flera | 2002    | uppvärmd staty över Margaretha Krook                       | staty - brons                  | husknuten mot Nybrogatan utanför Dramaten 59.33316, 18.07639                                                  | Margaretha Krook                                                 |
| relief                                                 | Lennart Berglund                          | 1965    |                                                            | sandsten                       | entrén till Handelsbankens kontor, Sturegatan 38, korsningen Karlavägen/Sturegatan 59.34026, 18.07629         | relief                                                           |
| Naturkraften                                           | Stig Blomberg                             | 1960    |                                                            | koppar                         | Teknologgården, KTH 59.3482, 18.07407                                                                         | Naturkraften                                                     |
| Dramat                                                 | John Börjeson                             | 1907    |                                                            | förgylld brons                 | Dramaten koordinater saknas                                                                                   | Dramat                                                           |
| Poesin                                                 | John Börjeson                             | 1907    |                                                            | förgylld brons                 | Dramaten koordinater saknas                                                                                   | Poesin                                                           |
| Carlssons lykta                                        | Daniel Carlsson                           | 1885    |                                                            | gjutjärn                       | Stureplan koordinater saknas                                                                                  | Carlssons lykta                                                  |
| Kappspringande pojkar och Gossar vid badstället        | Carl Eldh                                 | 1910    |                                                            | granit                         | fasaden på Östra real, Karlavägen 79 59.3392, 18.086                                                          |                                                                  |
| Louise                                                 | Sten Ericson                              | 1968    |                                                            | brons                          | i parken bakom före detta Roslagstulls sjukhus huvudentré koordinater saknas                                  |                                                                  |
| relieffris på fasaden                                  | Christian Eriksson                        | 1907    |                                                            | ekebergsmarmor                 | Dramaten 59.33306, 18.07694                                                                                   | relieffris på fasaden                                            |
| Älg                                                    | Carl Fagerberg                            | 1903    |                                                            | metall                         | ovanför ingången till före detta Apoteket Älgen, korsningen Karlavägen/Engelbrektsgatan 59.34189, 18.07071    | Älg                                                              |
| Vågen                                                  | Torsten Fridh                             |         |                                                            | vätögranit                     | Stureplan koordinater saknas                                                                                  | Vågen                                                            |
| Apoteos till Norrland                                  | Eric Grate                                | 1970    |                                                            | röd älvdalssandsten            | fasaden till LKAB:s före detta kontorshus, Karlavägen 45, korsningen Karlavägen/Sturegatan 59.34073, 18.07607 | Apoteos till Norrland                                            |
| åtta fasadskulpturer                                   | Ivar Johnsson                             | 1917    |                                                            | granit                         | Södra fasaden, KTH koordinater saknas                                                                         | åtta fasadskulpturer                                             |
| Flicka på delfin                                       | Ivar Johnsson                             | 1917    |                                                            | granit                         | KTH:s stora gård 59.34741, 18.07378                                                                           | Flicka på delfin                                                 |
| tre fasadskulpturer                                    | Ivar Johnsson                             | 1917    |                                                            | granit                         | Tessingården, KTH koordinater saknas                                                                          | tre fasadskulpturer                                              |
| fyra fasadskulpturer                                   | Ivar Johnsson                             | 1917    |                                                            | granit                         | KTH:s stora gård östra fasad koordinater saknas                                                               | fyra fasadskulpturer                                             |
| Klockspel                                              | Ivar Johnsson                             | 1917    |                                                            | brons                          | KTH:s stora gård, nordöstra fasaden koordinater saknas                                                        | Klockspel                                                        |
| väggskulptur                                           | Ivar Johnsson                             | 1917    |                                                            | keramik                        | KTH:s stora gård, norra portiken koordinater saknas                                                           | väggskulptur                                                     |
| väggskulptur                                           | Ivar Johnsson                             | 1917    |                                                            | keramik                        | KTH:s stora gård, norra portiken koordinater saknas                                                           | väggskulptur                                                     |
| Spiral rotation                                        | Arne Jones                                | 1961    |                                                            | relief i granit                | Sveriges Industriförbunds hus, Artillerigatan 34 koordinater saknas                                           |                                                                  |
| Från Leonardo                                          | Ilhan Koman Chet Kanra                    |         |                                                            | stål                           | Karlavägen, framför Arkitektursektionen på KTH 59.34333, 18.06851                                             | Från Leonardo                                                    |
| relief                                                 | Anders Liljefors Signe Persson-Melin      | 1961    |                                                            | keramik                        | vid entrén till Karlavägen 31 59.34157, 18.07234                                                              | relief                                                           |
| Poltavamonumentet                                      | Teodor Lundberg                           | 1904    |                                                            | brons                          | Armémuseums gård, Riddargatan 13 59.33465, 18.0795                                                            | Poltavamonumentet                                                |
| Båtbyggaren                                            | Teodor Lundberg                           | 1914    |                                                            | brons                          | Engelbrektsskolans gård, Valhallavägen 76 koordinater saknas                                                  |                                                                  |
| Vertikal komposition (två skulpturer)                  | Gert Marcus                               | 1962    |                                                            | betong                         | framför entrén till KTH:s personalmatsal, Drottning Kristinas väg 24 koordinater saknas                       |                                                                  |
| bronsportar                                            | Bror Marklund                             | 1939-52 |                                                            | brons                          | Historiska museet koordinater saknas                                                                          |                                                                  |
| fasadskulpturer                                        | Bror Marklund                             | 1960    |                                                            | brons                          | Historiska museet koordinater saknas                                                                          |                                                                  |
| Cerberusgrupp                                          | Carl Milles                               |         |                                                            | granit                         | utanför Kungliga tekniska högskolan vid Valhallavägen 59.34636, 18.07292                                      | Cerberusgrupp                                                    |
| Människans kamp mot de fyra elementen                  | Carl Milles                               |         |                                                            | glaserat lergods               | södra valvet till stora gården på Kungliga tekniska högskolan koordinater saknas                              | Människans kamp mot de fyra elementen                            |
| väggrelief                                             | Okänd                                     |         |                                                            | keramik                        | Kungliga tekniska högskolan koordinater saknas                                                                | väggrelief                                                       |
| skulptur föreställande aposteln Paulus                 | Okänd                                     | 1926    |                                                            | brons                          | Södra fasaden, KTHgården till studenthemmet Domus, Körsbärsvägen 1 koordinater saknas                         |                                                                  |
| Hyllning till Ling                                     | Gustaf Nordahl                            | 1949    | Hyllning till Pehr Henrik Ling                             | brons                          | framför Gymnastik- och idrottshögskolan koordinater saknas                                                    | Hyllning till Ling                                               |
| karyatider                                             | Gustaf Sandberg                           | 1921    |                                                            | karyatid - granit              | Patent- och registreringsverket, Valhallavägen koordinater saknas                                             | karyatider                                                       |
| fyra fasadreliefer (Jorden, Vattnet, Elden och Luften) | Tore Strindberg                           | 1917    |                                                            | granit                         | Östra ytterfasaden, KTH koordinater saknas                                                                    |                                                                  |
| figurrelief                                            | Carl-Harry Ståhlhane                      | 1954    |                                                            | stengods                       | entrén till Svenska Industritjänstemannaförbundets hus, Linnégatan 18 koordinater saknas                      |                                                                  |
| Venus i Sweden Solar System                            | Peter Varhelyi                            | 2016    |                                                            |                                | Vetenskapens hus i Stockholm 59.35288, 18.05841                                                               |                                                                  |
| XYZ                                                    | Einar Höste                               | 1998    |                                                            | Skulptur                       | vid Kungliga Biblioteket, Humlegården koordinater saknas                                                      |                                                                  |
| Två myror                                              | Torgny Larsson                            | 2014    |                                                            | Skulptur                       | vid Shellhuset, Stockholm 59.3424, 18.06457                                                                   | Fler bilder                                                      |
| Dianas jakt                                            | Carl Milles                               |         |                                                            | Skulptur                       | Villagatan 13 koordinater saknas                                                                              | Dianas jakt                                                      |
| Miljöobelisker                                         | Okänd                                     | 1994    | Två obelisker som visar vatten- respektive luftkvalitet    | Obelisk                        | Strandvägen 59.33135, 18.08081                                                                                | Fler bilder                                                      |
| Exalterad torso                                        | Christian Berg                            | 1961    |                                                            | marmor                         | Karlavägen, fönster till Svenska Handelsbankens kontor (inomhus) 59.34024, 18.07654                           | Det är troligen inte ok att ladda upp en bild av detta konstverk |
| Den första båten                                       | David Wretling                            | 1982    | en pojke inklädd i flytväst, med en segelbåt i handen      | skulptur - brons               | Nobelparken 59.33138, 18.09824                                                                                | Den första båten                                                 |